# Mairbek Taisumov
Mairbek Vakhaevich Taisumov (en rus: Майрбек Вахаевич Тайсумов; Grozni, ASSR de Txetxènia-Ingúixia, Unió Soviètica 8 d'agost de 1988) és un lluitador d'MMA austríac ètnic txetxè. Lluità al pes lleuger. La seva carrera com a artista marcial mixt professional començà l'any 2007, Mairbek ha competit anteriorment a l'Ultimate Fighting Championship i a l'M-1 Global.